# مقد جعارة (الشحر)
'

تعديل مصدري - تعديل

مقد جعارة هي إحدى قرى عزلة الشحر بمديرية الشحر التابعة لمحافظة حضرموت، بلغ تعداد سكانها 23 نسمة حسب تعداد اليمن لعام 2004.